# Список главных тренеров ФК «Кайрат»
Ниже представлен список главных тренеров футбольного клуба «Кайрат» и их главных достижений с 1954 года по настоящее время
Первым тренером «Кайрата» был Аркадий Хохман. После войны играл в алма-атинских Динамо и «Урожай». С 1947 года был старшим тренером команд Динамо (Алма-Ата) и «Урожай» (Алма-Ата) (в 1955 году переименованных в Кайрат). Среди воспитанников Аркадия Вольфовича значится большое количество известных футболистов, в том числе и будущие игроки и тренеры ФК «Кайрат» — Леонид Остроушко и Тимур Сегизбаев.

## Общие сведения
За период существования ФК «Кайрат» тренерами клуба было 43 человека. Некоторые из них занимали эту должность неоднократно:
- Александр Келлер — дважды — 1964—1965 и 1968 гг.;
- / Леонид Остроушко — трижды — 1983—1986, 1988 и 2003 гг.;
- Тимур Сегизбаев — дважды — 1973—1979 и 1986—1988;
- // Бахтияр Байсеитов — трижды — 1990, 1992—1993 и 2006 гг.;
- Вахид Масудов — трижды — 1996—1998, 2001 и 2007—2008 гг.;
- Владимир Никитенко — дважды — 1999—2000 и 2011 гг.:
- Владимир Гулямхайдаров — дважды — в 2003 и 2005 гг.

Наиболее титулованными тренерами в истории ФК «Кайрат» являются три человека:
- // Бахтияр Байсеитов (тренер в 1990, 1992—1993, 2006 гг.) — 1 Чемпионат Казахстана и 1 Кубок Казахстана;
- / Леонид Остроушко (тренер в 1983—1986, 1988, 2003 гг.) — 1 Кубок Федерации футбола СССР и 1 Кубок Казахстана;
- Владимир Вайсс (тренер в 2013—2016 гг.) — 2 Кубка Казахстана.

## Тренеры
Информация откорректирована по состоянию на 15 октября 2018 года.
| Имя                    | Гражданство         | Годы работы | Трофеи                                                     |
| ---------------------- | ------------------- | ----------- | ---------------------------------------------------------- |
| Аркадий Хохман         | СССР                | 1954—1955   |                                                            |
| Пётр Зенкин            | СССР                | 1956—1959   |                                                            |
| Николай Глебов         | СССР                | 1960—1963   |                                                            |
| Александр Келлер       | СССР                | 1964—1965   |                                                            |
| Владимир Котляров      | СССР                | 1966        |                                                            |
| Алексей Гринин         | СССР                | 1967        |                                                            |
| Александр Келлер       | СССР                | 1968        |                                                            |
| Андрей Чен Ир Сон      | СССР                | 1969        |                                                            |
| Александр Севидов      | СССР                | 1970        |                                                            |
| Виктор Корольков       | СССР                | 1971—1972   | 1 Кубок Международного спортивного союза железнодорожников |
| Сергей Шапошников      | СССР                | 1972        |                                                            |
| Артём Фальян           | СССР                | 1973—1974   |                                                            |
| Всеволод Бобров        | СССР                | 1975        |                                                            |
| Станислав Каминский    | СССР                | 1976—1978   |                                                            |
| Игорь Волчок           | СССР                | 1979—1981   |                                                            |
| Йожеф Беца             | СССР                | 1982        |                                                            |
| Леонид Остроушко       | СССР                | 1983—1986   |                                                            |
| Тимур Сегизбаев        | СССР                | 1986—1988   |                                                            |
| Леонид Остроушко       | СССР                | 1988        | 1 Кубок Федерации футбола СССР                             |
| Станислав Каминский    | СССР                | 1989—1990   |                                                            |
| Тимур Сегизбаев        | СССР                | 1990        |                                                            |
| Бахтияр Байсеитов      | СССР                | 1990        |                                                            |
| Борис Стукалов         | СССР                | 1991        |                                                            |
| Бахтияр Байсеитов      | Казахстан           | 1992—1993   | 1 Чемпионат Казахстана 1 Кубок Казахстана                  |
| Виктор Катков          | Казахстан           | 1993—1994   |                                                            |
| Курбан Бердыев         | Туркменистан        | 1994—1995   |                                                            |
| Вахид Масудов          | Казахстан           | 1996—1998   | 1 Кубок Казахстана                                         |
| Владимир Никитенко     | Казахстан           | 1999—2000   | 1 Кубок Казахстана                                         |
| Анатолий Чернов        | Казахстан           | 2000        |                                                            |
| Вахид Масудов          | Казахстан           | 2001        |                                                            |
| Златко Крмпотич        | Сербия и Черногория | 2001—2002   | 1 Кубок Казахстана                                         |
| Владимир Гулямхайдаров | Казахстан           | 2003        |                                                            |
| Леонид Остроушко       | Казахстан           | 2003        | 1 Кубок Казахстана                                         |
| Леонид Пахомов         | Россия              | 2004        |                                                            |
| Алексей Петрушин       | Россия              | 2004—2005   | 1 Чемпион Казахстана                                       |
| Владимир Гулямхайдаров | Казахстан           | 2005        |                                                            |
| Бахтияр Байсеитов      | Казахстан           | 2006        |                                                            |
| Тачмурад Агамурадов    | Туркменистан        | 2006        |                                                            |
| Игорь Хомуха           |                     | 2006        |                                                            |
| Сергей Климов          | Казахстан           | 2007        |                                                            |
| Вахид Масудов          | Казахстан           | 2007—2008   |                                                            |
| Сергей Волгин          | Казахстан           | 2009—2010   |                                                            |
| Евгений Кузнецов       | Казахстан           | 2010        |                                                            |
| Владимир Никитенко     | Казахстан           | 2011        |                                                            |
| Джон Грегори           | Англия              | 2011        |                                                            |
| Дмитрий Огай           | Казахстан           | 2012        |                                                            |
| Хосе Серер             | Испания             | 2012        |                                                            |
| Владимир Вайсс         | Словакия            | 2013—2016   | 2 Кубка Казахстана                                         |
| Александр Бородюк      | Россия              | 2016        | 1 Суперкубок Казахстана                                    |
| Кахабер Цхададзе       | Грузия              | 2016—2017   | 1 Суперкубок Казахстана                                    |
| Сергей Лабодовский     | Казахстан           | 2017        |                                                            |
| Карлос Алос            | Испания             | 2017—2018   | 1 Кубок Казахстана                                         |
| Андрей Карпович        | Казахстан           | 2018        | 1 Кубок Казахстана                                         |
| Алексей Шпилевский     | Белоруссия          | 2019 — н.в. |                                                            |

## Галерея

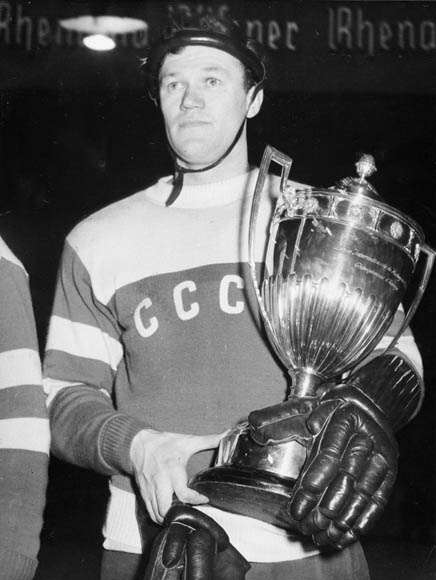
Всеволод Бобров - тренер клуба в сезоне 1975 года
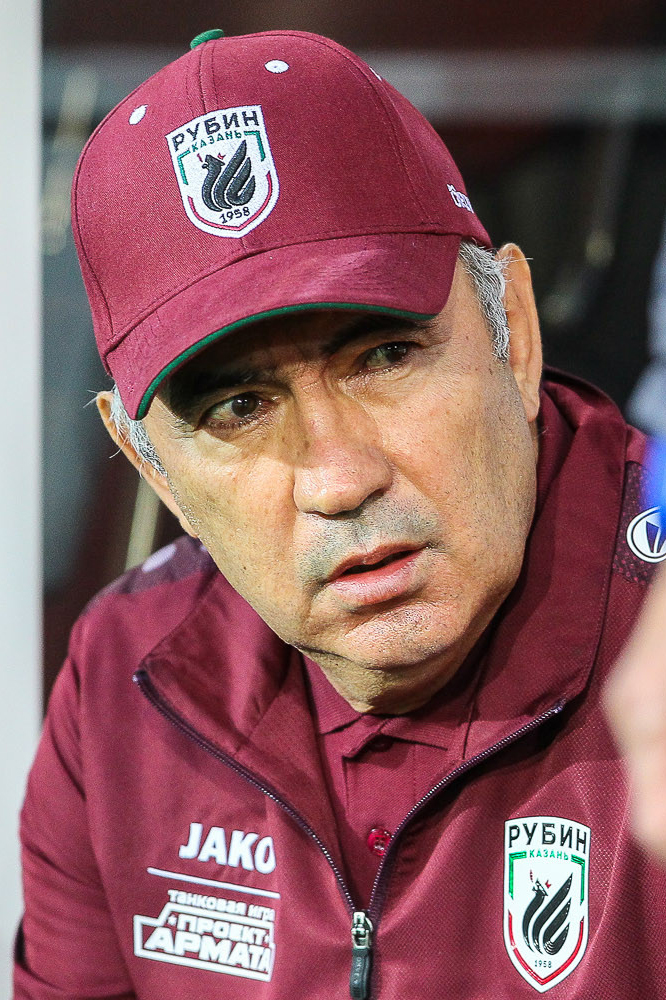
Курбан Бердыев - тренер клуба в 1994-1995 гг.
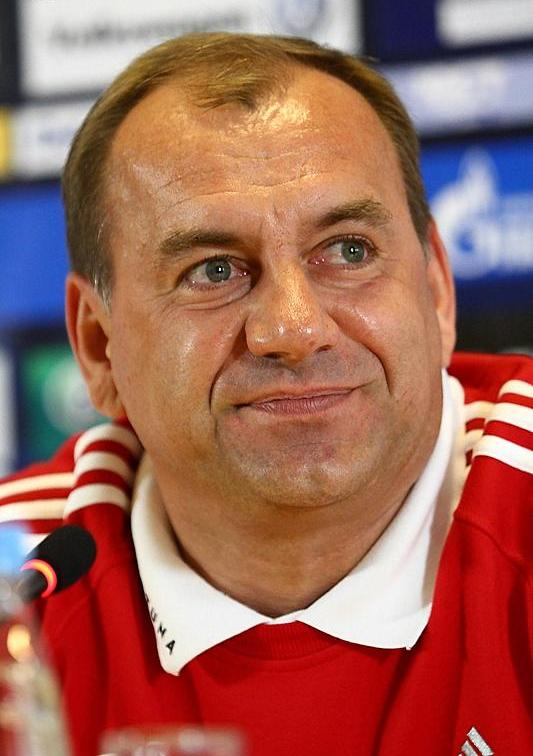
Владимир Вайсс - тренер клуба в 2013-2016 гг. 2 Кубка Казахстана
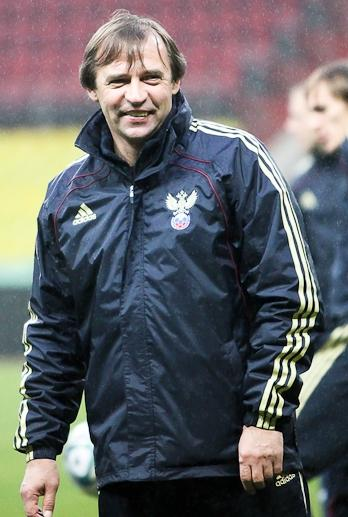
Александр Бородюк - тренер клуба в 2016 году. 1 Суперкубок Казахстана
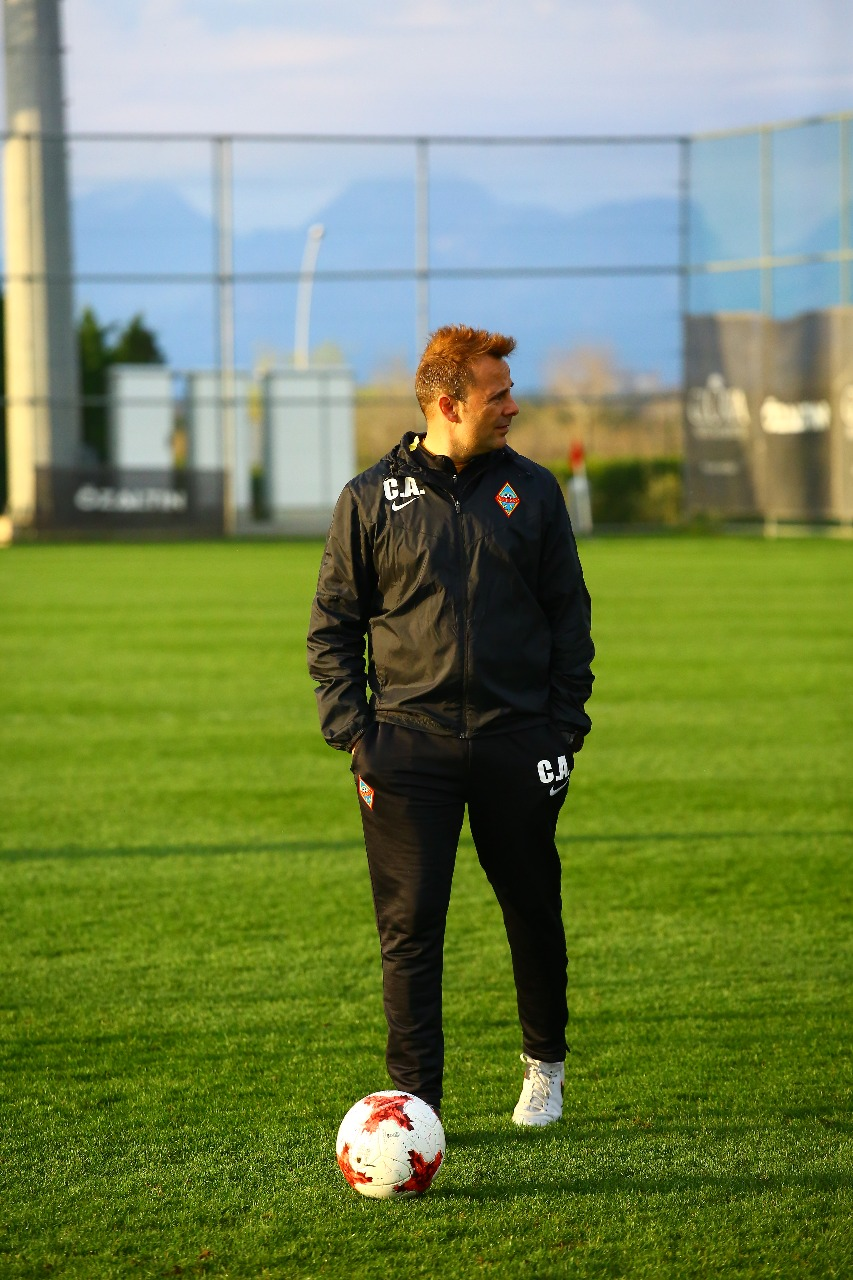
Карлос Феррер - тренер клуба в 2017-2018 гг. 1 Кубок Казахстана
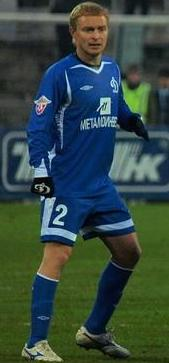
Андрей Карпович - тренер клуба в 2018 г. 1 Кубок Казахстана